# Китайська філософія
Китайська філософія (кит.: 中国哲学) — частина східної філософії. Її вплив на культури Китаю, Японії, Кореї, В'єтнаму та Тайваню рівнозначний впливу давньогрецької філософії на Європу.

## Особливості та базові поняття
Радикальна деміфологізація здійснювалася в стародавній культурі як би зсередини міфосвідомості - через переосмислення міфологічної моделі світу при збереженні її загальної структури, перш за все, - принципу єдиносутності макро - і мікрокосму, тому базисною інтенцією китайського філософського мислення була ідея органічної єдності людини і світу . Органіцизм мислення зумовив розуміння речей як рухливих , мінливих утворень : "ці" , універсальний субстрат світу, трактується як безперервне середовище динамічних коливань, поляризоване дією протилежних сил - "ян" та "їнь" (світла й темряви, напруги і податливості); кожна річ містить в собі початки "їнь" і "ян" , по черзі домінуючи і забезпечуючи пульсацію змін. Емпірично наявний стан справ постійно повинен приводитися у відповідність з початковою гармонією великої тріади Небо - Людина - Земля , тому китайське філософське мислення характеризується чітко вираженим практицизмом . Знання - "чжи" 知 - предмета включає не тільки його опис, а й спонукання до дії: володіти знанням значить передусім "знати свою справу". У центрі уваги китайських мислителів перебували етико-політичні проблеми, оскільки діяльність з упорядкування Піднебесної (соціуму) розумілася як найважливіший фактор підтримки вселенської гармонії. Уже в період Західної Чжоу (кін. ІІ - поч. I тис. до н.е.) оформилася одна з центральних категорій китайської думки - "де" 德, що позначає силу породження і впорядкування. Завдяки силі "де" Небо (Небо-і-Земля) породжує і зрощує все суще. Правитель - "ван" 王, будучи Сином Неба, долучається до " Великого Де Неба-і-Землі " (космосу) і поширює його на міріади людей, гармонізуючи Піднебесну. У свою чергу, на мир і благополуччя, що панують в Піднебесній, Небо відповідає правильним порядком природних процесів, хаос же у суспільстві викликає природні катаклізми.

## Золота доба
«Золотою добою» китайської філософії є період 6-3 ст. до н.е. У цей час виникли конфуціанство, даосизм, моізм, легізм, школа натурфілософів і Школа імен (див. Сто шкіл). В умовах , коли влада чжоуського вана стала суто номінальною, стан справ у Піднебесній усвідомлюється як залежний від "де" кожної свідомої людини. Родоначальники двох основних течій китайської філософії - Конфуцій і Лао-цзи - вводять у зв'язку з цим категорію "дао" - шляхи як мірила належного в індивідуальній поведінці. Накопичення "де" досягається пізнанням "дао" і проходженням по ньому; володіння знанням виявляється важливим засобом гармонізації Піднебесної. Конфуцій і Лао-цзи розробляють взаємодоповнюючі моделі пізнання "дао". Для Конфуція характерна опора на формальну впорядкованість людської поведінки за допомогою строгого дотримання правилам церемоніалу "лі". Втіленням знання виступає «шляхетний чоловік» ("цзюнь цзи" ), за допомогою жорсткого самоконтролю приборкуючий природно-хаотичне начало в людині. На противагу конфуціанському культуроцентризму даосизм висуває стратегію «природності». Відмова від усякої навмисності і цілеспрямованості в дії (принцип "недіяння" - "у вей") дозволяє досконаломудрому долучитися до "дао" як загальносвітового природного ритму подій. При імперії Хань (3 ст. до н.е. - 3 ст. н.е.) конфуціанство набуло статусу офіційної ідеології і згодом протягом століть справляло величезний вплив на вигляд традиційної китайської цивілізації. Даоське вчення трансформувалось у так званий "релігійний даосизм", зайнятий переважно вирішенням проблеми безсмертя і утворює неортодоксальну складову китайської духовної культури. Розвиток філософської думки в Китаї характеризувалося традиційністю: для неї була характерна значна стабільність кола основних філософських проблем і категорій, а переважними формами філософської творчості були коментарі та компіляція канонічних творів.
У той же час, збереження класичних термінів та уяв не позначувало відсутності розвитку: під впливом буддизму філософи Китаю створювали нові інтерпретації старих категорій. Див. неоконфуціанство.